# Cinci piese ușoare

Afişul filmului

Cinci piese ușoare (în engleză Five Easy Pieces) este un film lansat în 1970, pe un scenariu scris de Carole Eastman și Bob Rafelson și regizat de Rafelson. În rolurile principale sunt Jack Nicholson, Karen Black și Susan Anspach. În film mai joacă și Billy Green Bush, Fannie Flagg, Ralph Waite, Sally Struthers, Lois Smith și Toni Basil.

## Rezumat
Filmul spune povestea unui muncitor de pe un șantier petrolier, Bobby Dupea, care deși provine dintr-un mediu privilegiat alege „munca de jos”. Când aude că tatăl său e pe moarte, Bobby își ia prietena, Rayette - o chelneriță gravidă -, și pleacă acasă pentru a se împăca cu familia.

## Distribuție
- Jack Nicholson - Robert Eroica Dupea
- Karen Black - Rayette Dipesto
- Susan Anspach - Catherine Van Oost
- Lois Smith - Partita Dupea
- Ralph Waite - Carl Fidelio Dupea
- Billy "Green" Bush - Elton
- Irene Dailey - Samia Glavia
- Toni Basil - Terry Grouse
- Helena Kallianiotes - Palm Apodaca
- William Challee - Nicholas Dupea
- John Ryan - Spicer
- Fannie Flagg - Stoney
- Marlena MacGuire - Twinky
- Sally Ann Struthers - Shirley „Betty”
- Lorna Thayer - chelneriță
- Richard Stahl - inginer de sunet

## Despre film
Coloana sonoră a filmului include cinci cântece de Tammy Wynette, printre care și cunoscutul șlagăr „Stand By Your Man”.
Filmul a fost nominalizat la Premiul Oscar pentru Cel mai bun actor (Jack Nicholson), Cea mai bună actriță în rol secundar (Karen Black), Cel mai bun film și Cel mai bun scenariu original.
În 2000, Cinci piese ușoare a fost selectat în Registrul Național de Film al Statelor Unite și de către Biblioteca Congresului ca fiind "semnificativ din punct de vedere cultural, istoric și estetic".
Cineaști importanți ca Lars Von Trier, Joel și Ethan Coen și Ingmar Bergman și-au exprimat admirația pentru acest film, la fel făcând și romancierii Cormac McCarthy și William Gaddis.
„Filmul este o analiză extrem de amănunțită a capcanelor în care personajul principal, Bobby, se simte mereu prins, parte din cauza propriei sale personalități reprimate, parte din cauza ipocriziei sociale. Așa cum sugerează titlul filmului, starea personajului se reflectă în muzică. Fie clasică, fie country, aceasta susține descrierea diferitelor locuri-capcană (diverse moduri de viață) în care se află Bobby. Un film de o remarcabilă observație, care rămâne în mintea spectatorului.” - David Pirie (Monthly Film Bulletin, 1971)

## Premii și nominalizări

### Premiul Oscar
- Premiul Oscar pentru cel mai bun actor - Jack Nicholson (nominalizat)
- Premiul Oscar pentru cea mai bună actriță în rol secundar - Karen Black (nominalizat)
- Premiul Oscar pentru cel mai bun film - Bob Rafelson, Richard Wechsler (nominalizat)
- Premiul Oscar pentru cel mai bun scenariu original - Bob Rafelson, Carole Eastman (nominalizat)

### Premiul Globul de Aur
- Premiul Globul de Aur pentru cea mai bună actriță în rol secundar - Karen Black (câștigat)
- Premiul Globul de Aur pentru cel mai bun film (dramă) (nominalizat)
- Premiul Globul de Aur pentru cel mai bun actor (dramă) - Jack Nicholson (nominalizat)
- Premiul Globul de Aur pentru cel mai bun regizor - Bob Rafelson (nominalizat)
- Premiul Globul de Aur pentru cel mai bun scenariu - Carole Eastman, Bob Rafelson (nominalizat)